# English Electric

Firmenlogo

English Electric (EE) war ein 1918 gegründetes britisches Unternehmen mit Sitz in Preston, Lancashire. Bedeutung erlangte es zunächst durch die Herstellung von Elektromotoren. Zu den Produkten zählten vor allem Eisenbahn- und Straßenbahnfahrzeuge, Flugzeuge und Computer. Im Jahr 1968 wurde das Unternehmen durch die General Electric Company (GEC) übernommen.

## Geschichte

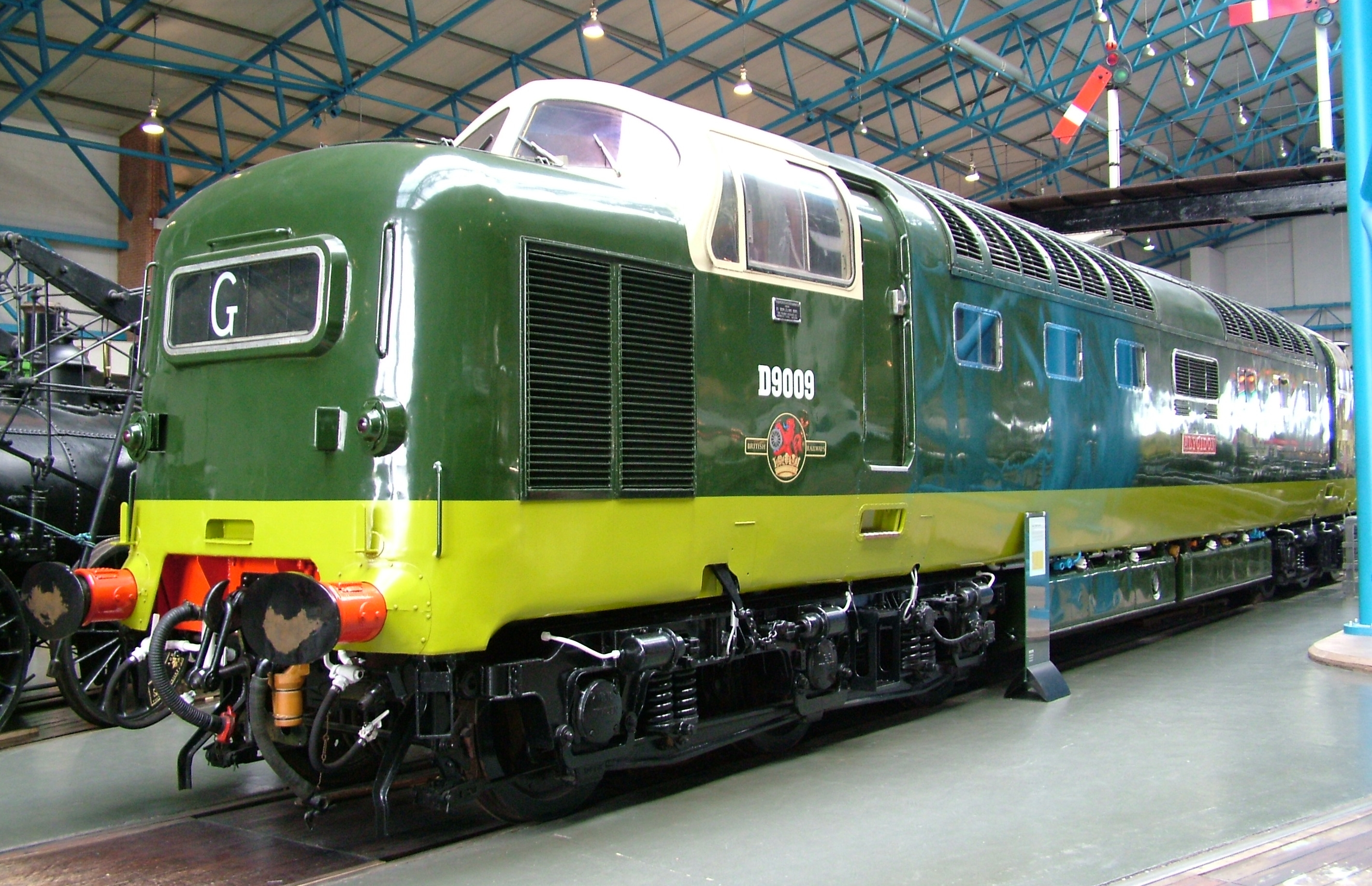
English Electric Type 5 (British Rail Class 55)

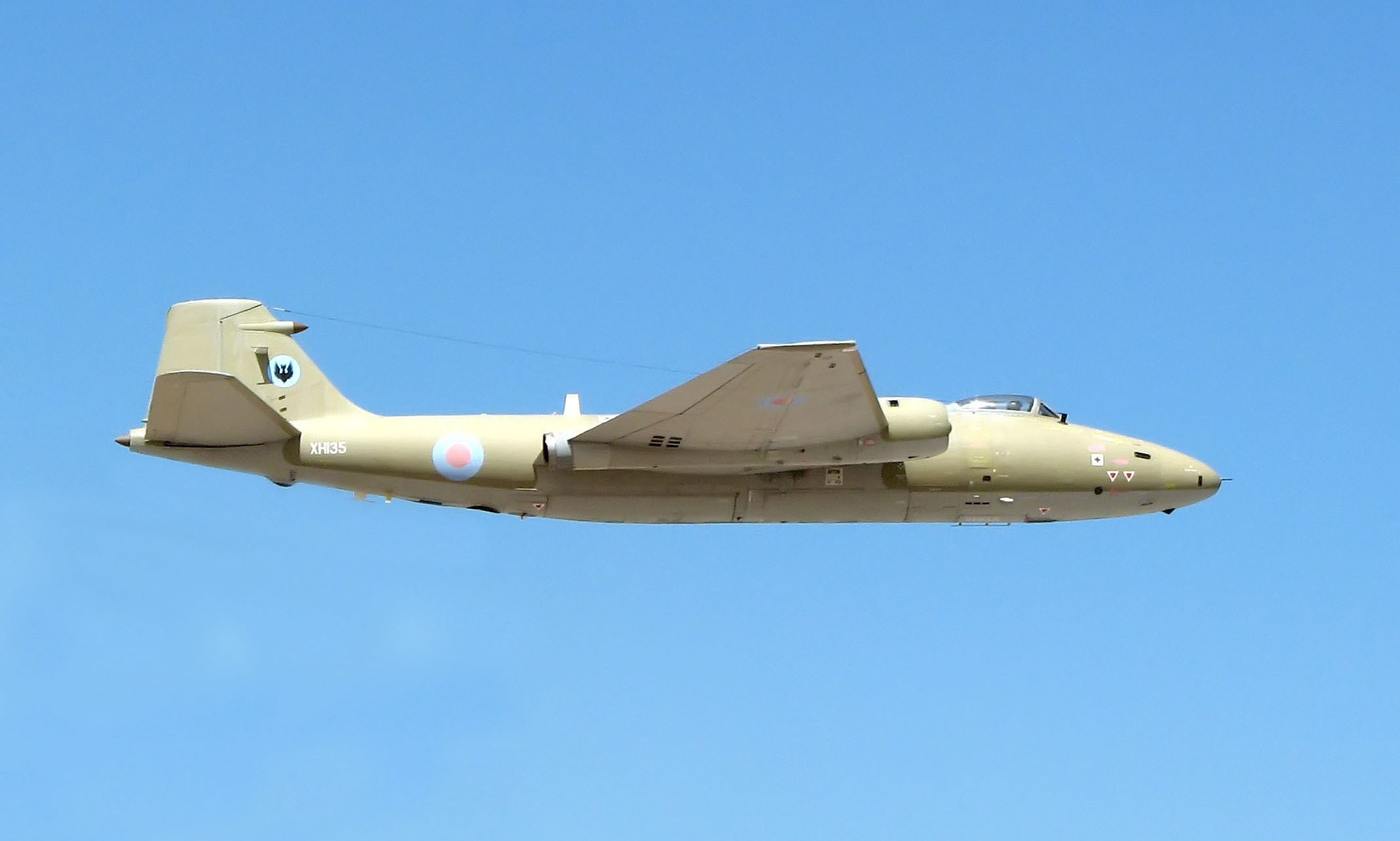
English Electric Canberra PR.9 der Royal Air Force, 2006

1917 erwarb der schottische Lokomotivbauer Dick, Kerr & Co. den Straßenbahnhersteller United Electric Car Company in Preston, aus dem fusionierten Unternehmen ging 1918 die English Electric Company hervor. Bis 1919 wurde das Unternehmen durch weitere Zukäufe ergänzt. 
Der von den Vorgängerunternehmen übernommene Flugzeugbau endete zunächst 1926. Dagegen profitierte das Unternehmen in den 1930er-Jahren von der Elektrifizierung des Eisenbahnnetzes der Southern Railway im Süden Englands. 1939 nahm der Konzern eine Flugzeugfabrik am Flugplatz Samlesbury in Lancashire in Betrieb, in der Bomber des Herstellers Handley Page gefertigt wurden. 1942 erwarb English Electric den Flugmotorenhersteller Napier & Son. Nach dem Zweiten Weltkrieg entstanden Flugzeuge nach eigenen Entwürfen. Diese 1958 in der English Electric Aviation Ltd. zusammengefassten Aktivitäten bildeten seit 1960 einen Teil der British Aircraft Corporation (BAC), an der English Electric zu vierzig Prozent beteiligt war. 
1946 erwarb English Electric die Marconi Company. In den folgenden Jahren wurde der Eisenbahnsektor durch Zukäufe ergänzt, wie zum Beispiel die Vulcan Foundry, welche bereits seit 1945 zusammen mit English Electric Diesellokomotiven für British Rail entwickelte. Die 1963 erfolgte Gründung der English Electric LEO, ursprünglich ein Gemeinschaftsunternehmen mit J. Lyons and Co., ermöglichte den Einstieg in die Computerindustrie. Nach der Verschmelzung mit Teilen von Marconi entstand die English Electric Leo Marconi (EELM), die 1967 in der International Computers Limited (ICL) aufging. 1966 kaufte man Ruston & Hornsby auf, 1968 erfolgte die Übernahme der English Electric durch das Konkurrenzunternehmen General Electric Company.

## Flugzeugherstellung

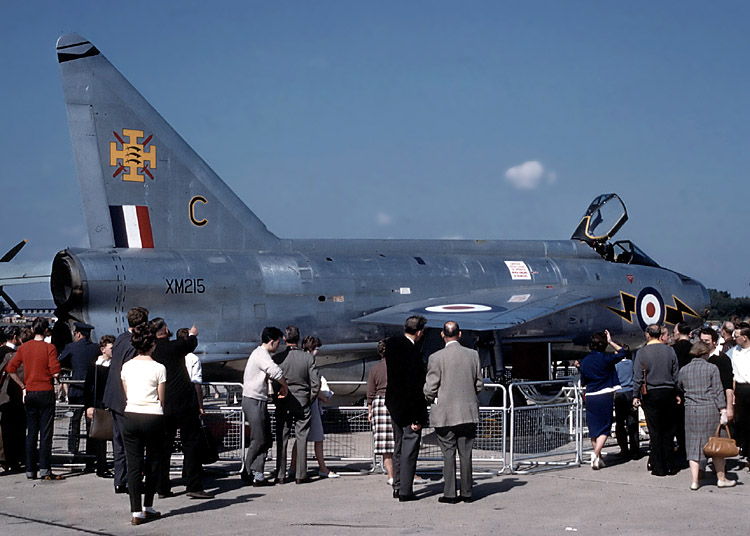
English Electric Lightning, 1964

Die Vorgängergesellschaften Dick, Kerr & Co. und Phoenix Dynamo stellten bereits während des Ersten Weltkriegs Flugzeuge anderer Hersteller her, darunter den Torpedobomber Short 184. In den 1920er-Jahren entstanden eigene Modelle, deren Produktion 1926 wegen fehlender Nachfrage eingestellt werden musste.
Mit Ausbruch des Zweiten Weltkrieges errichtete English Electric im Auftrag der britischen Regierung eine neue Flugzeugfabrik und nahm die Fertigung der Bomber Handley Page Hampden und Halifax auf. Bis Kriegsende stieg die Produktion auf ungefähr 3.000 Flugzeuge.
Nach dem Krieg entstanden über 1.300 Exemplare der de Havilland DH.100 Vampire. Mit dem Abfangjäger Lightning und dem Bomber Canberra ging das Unternehmen erneut zur Herstellung eigener Modelle über.
- Wren, 1923
- Kingston, 1924
- Canberra, 1949
- P.1A (Prototyp der Lightning)
- Lightning, 1954